# Hexatoma (Eriocera) pallidipes
Hexatoma (Eriocera) pallidipes is een tweevleugelige uit de familie steltmuggen (Limoniidae). De soort komt voor in het Neotropisch gebied.